# Dekanat Krym (Symferopol)

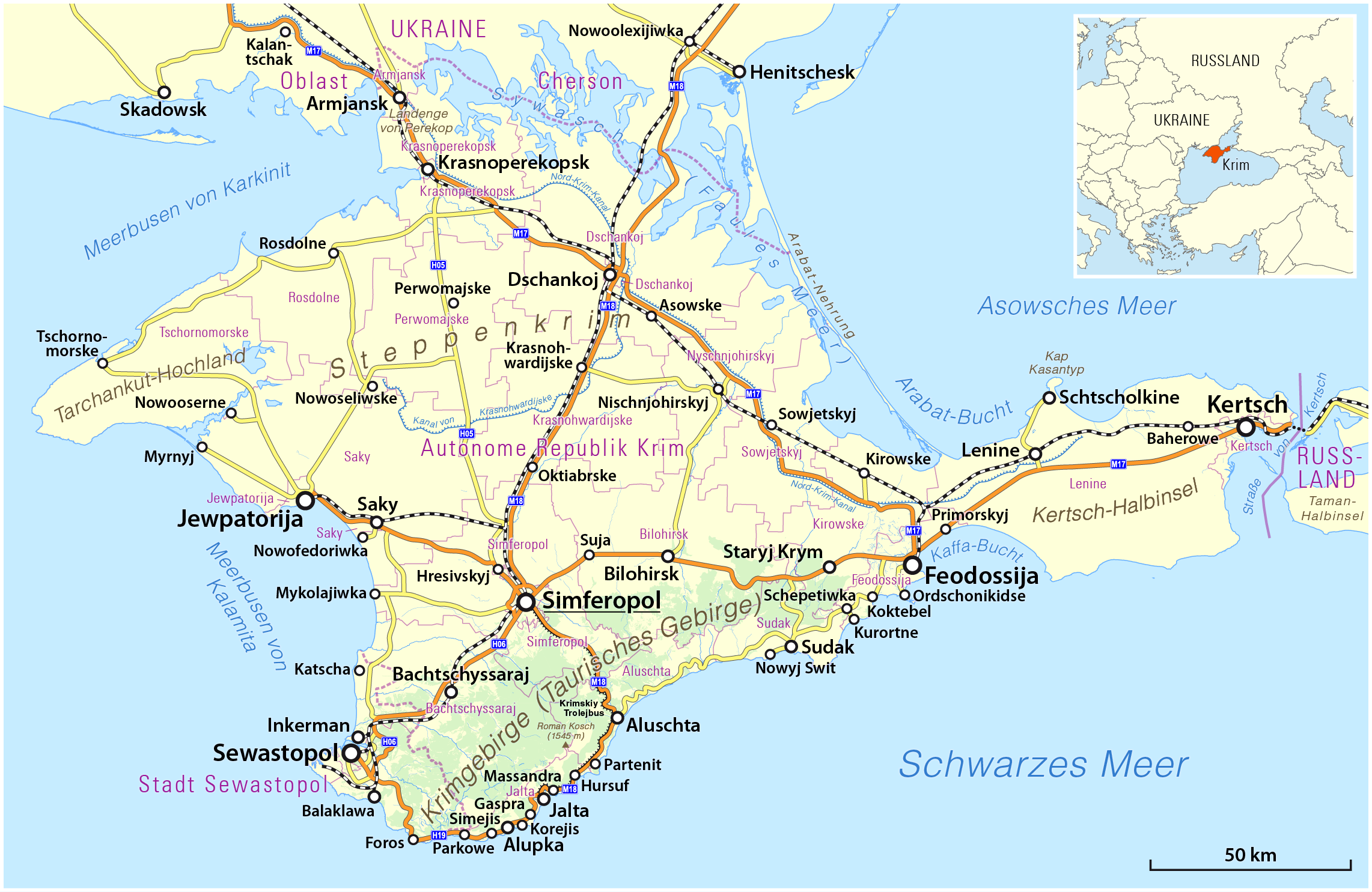

Dekanat Krym (Symferopol) – jeden z 7 dekanatów katolickich w diecezji odesko-symferopolskiej na Ukrainie. Z uwagi na zawirowania polityczne i dla zabezpieczenia interesu wiernych, Watykan ustanowił w 2014 roku na Krymie okręg duszpasterski, ustanawiając jednocześnie delegata apostolskiego w osobie bp. Jacka Pyla OMI - biskupa pomocniczego diecezji odesko-symferopolskiej.
kanclerz, sekretarz biskupa: ks. Stanisław Winiarski
dziekan: o. Leon Metelski OFM
duszpasterz grekokatolików: o. Makary 

## Parafie
- Dżankoj – Parafia Matki Bożej Miłosierdzia; kaplica, brak budynku kościelnego
  - prob. ks. Igor Popow;
- Jałta – Parafia Niepokalanego Poczęcia Najświętszej Maryi Panny; budynek kościelny zwrócony
  - prob. ks. Maciej Rusecki OP
- Ałuszta – duszpasterska placówka dojazdowa (Jałta)
- Eupatoria – Parafia św. Marcina I; kościół zwrócony jest po remoncie
  - prob. ks. Wiesław Kubalski OMI; ks. Tomasz Stopka OMI; ks. diak. Paweł Mazan OMI
- Bratskie – duszpasterska placówka dojazdowa (Eupatoria)
- Czernyszewo wieś – duszpasterska placówka dojazdowa (Eupatoria)
- Daleke – duszpasterska placówka dojazdowa (Eupatoria)
- Kropotkino – duszpasterska placówka dojazdowa (Eupatoria)
- Kercz – Parafia Wniebowzięcia Najświętszej Maryi Panny; jest budynek kościelny
  - prob. ks. prał. Kazimierz Tomasik
- Kolczugino – Parafia Zaśnięcia Najświętszej Maryi Panny; budynek kościelny w odbudowie
  - prob. ks. Anatolij Kłak MIC, ks. Aleksander Nemczynow MIC
- Łobanowe (Drzadra, Bohemka) – Parafia Matki Bożej Nieustającej Pomocy. Kaplica murowana.
  - prob. ks. Igor Popow
- Sewastopol – Parafia św. Klemensa; budynek kościoła zwrócony w 2018 r.[1]; remont planuje się na 6 lat[2],
  - prob. ks. Anatolij Kłak MIC, ks. Aleksander Nemczynow MIC
- Symferopol – Parafia Wniebowzięcia Najświętszej Maryi Panny; jest kaplica
  - prob. ks. Daniil Myslentsev
- Teodozja – Parafia Wszystkich Świętych; jest kaplica
  - prob. o. Leon Metelski OFM (dziekan); ks. Jozafat Antoni Kuncewicz OFM